# سوخوچین
سوخوچین (به لهستانی:  Sochocin) یک روستا در لهستان است که در گمینا سوخوچین واقع شده‌است. سوخوچین ۱٬۹۴۵ نفر جمعیت دارد.